# Villa d'Este

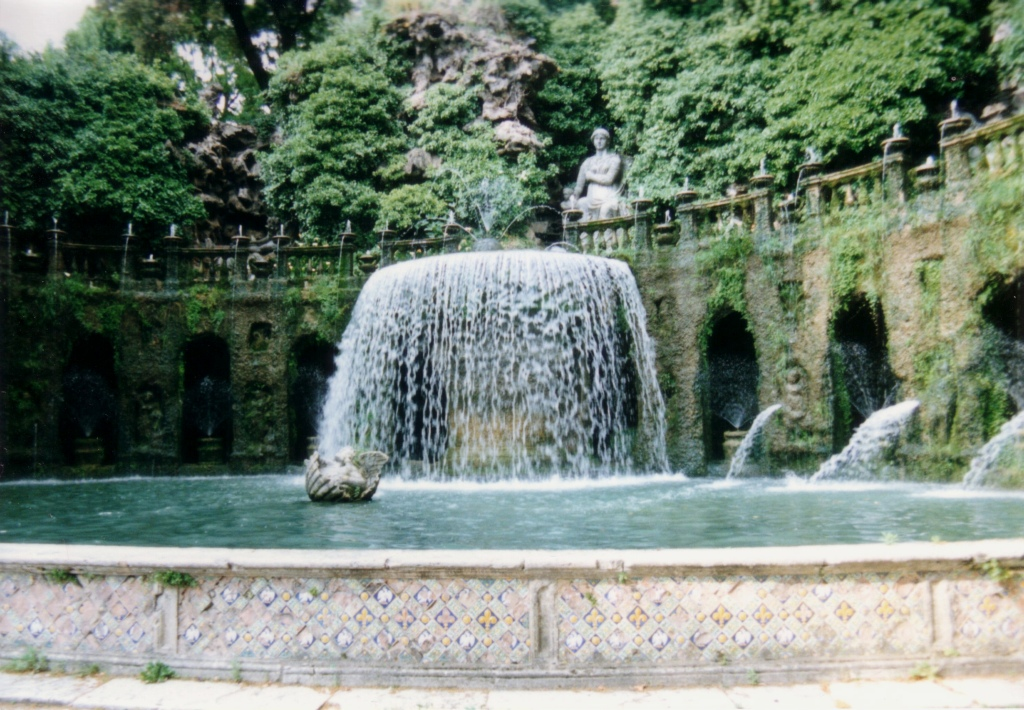
Een van de fonteinen in Villa d'Este

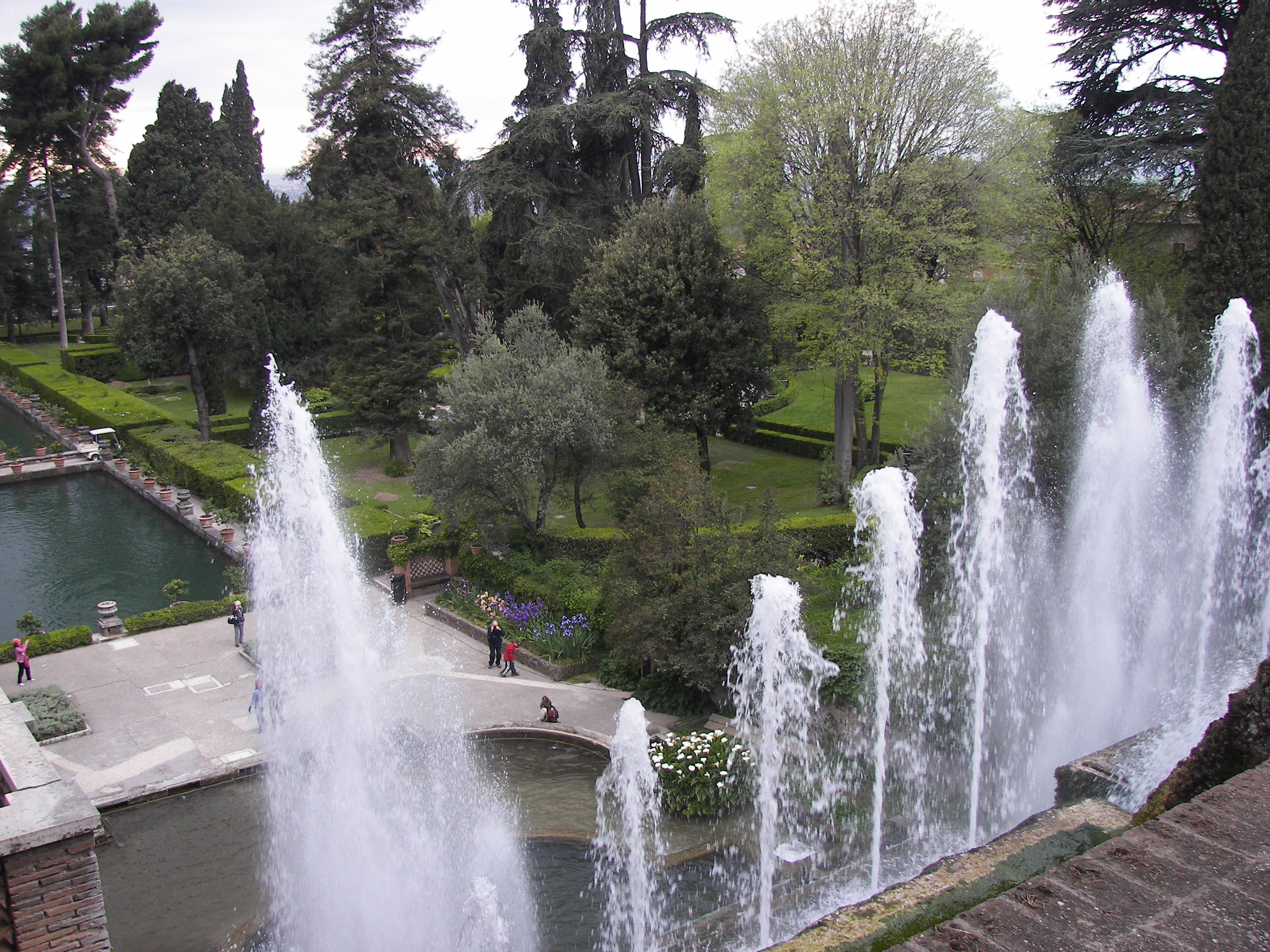
Villa d'Este

De Villa d'Este in Tivoli, Italië is met zijn paleis en tuinen een van de beste voorbeelden van de geraffineerde cultuur van de renaissance.
Het voor deze tijd innovatief ontwerp samen met de architecturale componenten in de tuin (terrassen, fonteinen, sierbassins, enz.) maken dit tot een uniek voorbeeld van een Italiaanse zestiende-eeuwse tuin en waarschijnlijk tot model voor de ontwikkeling van vroege Europese tuinen. Livio Agresti werkte ook mee aan de binnendecoratie van de Villa d'Este. Mede om deze redenen is Villa d'Este opgenomen in de UNESCO Werelderfgoedlijst.

## Ligging en geschiedenis
Tivoli ligt ongeveer 25 km ten oosten van de Italiaanse hoofdstad Rome in de Sabijnse Bergen. Op deze plek, ter hoogte van watervallen in de rivier de Aniene, bouwden vanaf de 1ste eeuw v.Chr. aanzienlijke Romeinse families hun buitenhuizen. Tivoli heette in die tijd Tibur. In de stad liggen onder meer de villa van keizer Hadrianus, een complex van gebouwen in een park, daterend uit de 2de eeuw, de resten van een heiligdom uit de 1ste eeuw v.Chr. en een 15de-eeuws kasteel. De 16de-eeuwse Villa d'Este behoorde toe aan de hertogen van Ferrara, leden van het oude en beroemde Italiaanse geslacht Este, wier hof in Ferrara een centrum van kunst en cultuur was. Bij de Villa d'Este ligt een schitterende renaissancetuin. Net als in het park van de Villa van Hadrianus liggen hier prachtige waterwerken.

## Inspiratiebron
De componist Franz Liszt verbleef enige tijd als gast van de kardinaal Gustav von Hohenlohe op de Villa d'Este. De vele waterpartijen inspireerden hem tot het componeren van onder andere Les jeux d'eaux à la Villa d'Este en Aux Cyprès de la Villa d'Este I en II, deze drie stukken maken deel uit van de derde cyclus (het derde jaar) van diens Années de Pèlerinage. Deze stukken werden in 1877 voor het eerst gepubliceerd. De werken hebben naast een programmatisch tintje tevens een religieuze inslag, als eerbetoon aan de kardinaal.

## Tuinen en fonteinen
De roem en pracht van de Villa d'Este zijn vooral te danken aan het buitengewone systeem van fonteinen. Het complex omvat 51 fonteinen en nymphaea, 398 wateruitlopen, 364 waterstralen, 64 watervallen en 220 bassins, gevoed door 875 meter aan kanalen, waterwegen en cascades. Al deze elementen functioneren volledig op zwaartekracht, zonder gebruik van pompen.
Pirro Ligorio, die verantwoordelijk was voor de iconografische programma's in de fresco’s van de villa, kreeg ook de opdracht om de tuinen aan te leggen. Hierbij kreeg hij assistentie van Tommaso Chiruchi uit Bologna, een van de meest ervaren hydraulische ingenieurs van de zestiende eeuw. Chiruchi had eerder gewerkt aan de fonteinen van Villa Lante. Bij Villa d'Este werd hij technisch bijgestaan door de Fransman Claude Venard, een specialist in hydraulische orgels. Het resultaat was een van de mooiste tuinen uit de renaissance, die alleen werd geëvenaard door andere iconische locaties zoals Villa Lante, Villa Farnese in Caprarola, en de Villa’s Aldobrandini en Torlonia in Frascati. De tuin en haar waterwerken werden in de twee eeuwen daarna bewonderd en nagebootst in tuinen van Portugal tot Sint-Petersburg.

De tuin is ontworpen met een centrale as en secundaire dwarsassen, en wordt verfrist door ongeveer vijfhonderd waterstralen in fonteinen, bassins en watergoten. Het water wordt aangevoerd door de rivier de Aniene, die gedeeltelijk door het stadje wordt geleid over een afstand van een kilometer, en oorspronkelijk ook door de Rivellese-bron, die een reservoir onder de binnenplaats van de villa voedde (tegenwoordig eveneens gevoed door de Aniene). De tuin maakt nu deel uit van de "Grandi Giardini Italiani", een netwerk van beroemde Italiaanse tuinen.

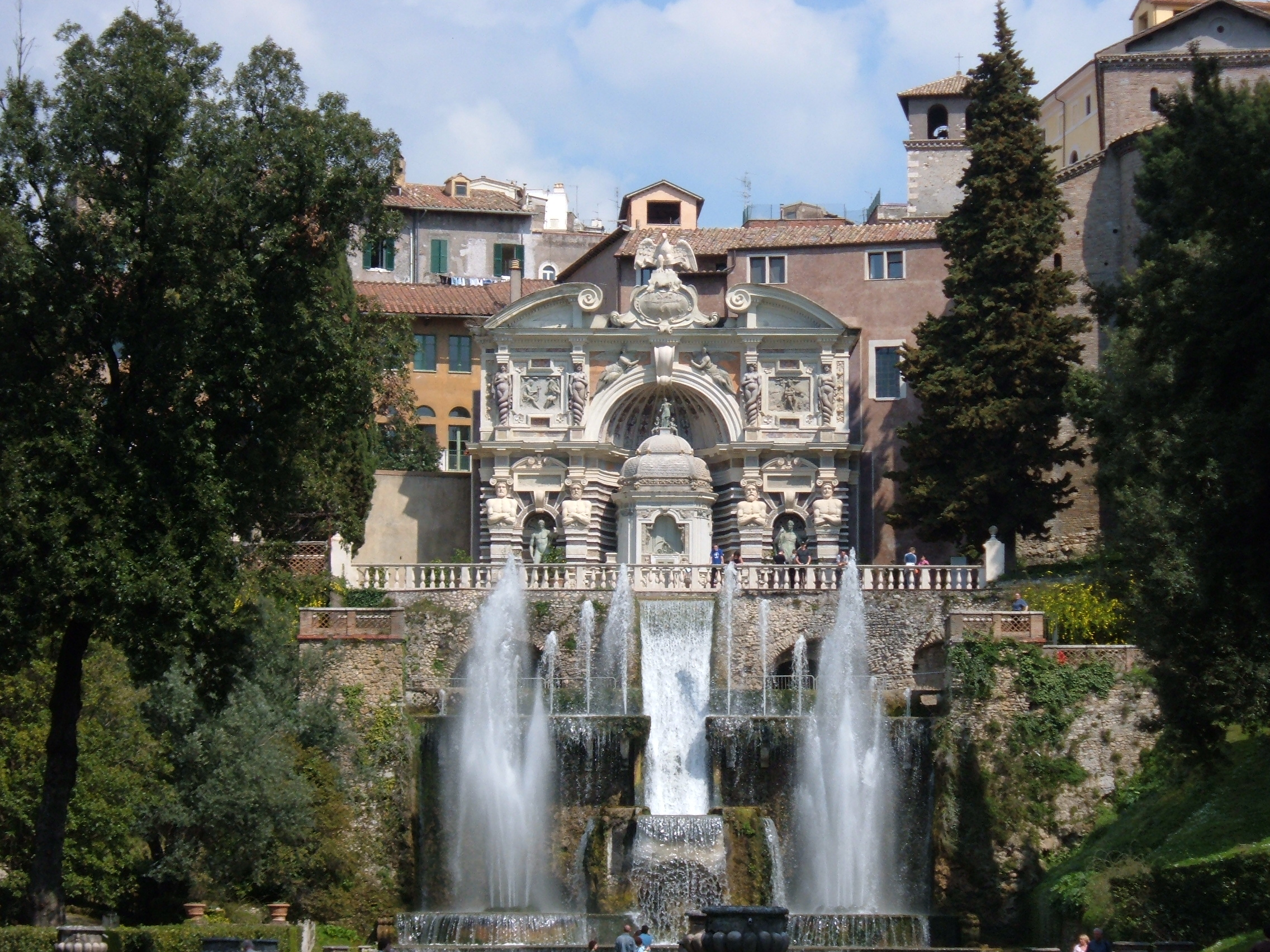
De fontein van Neptunus onder de fontein van het orgel
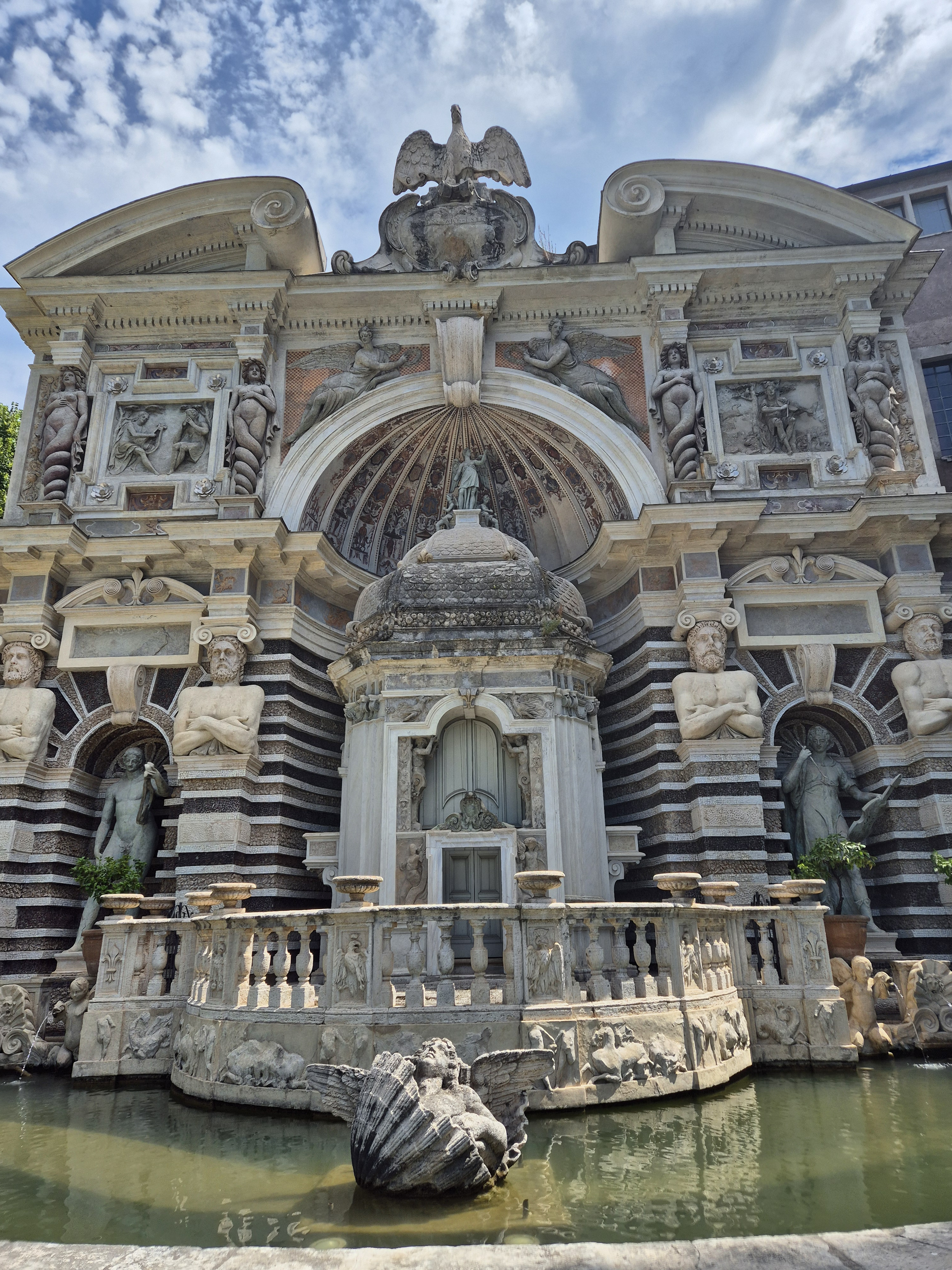
De fontein van het orgel
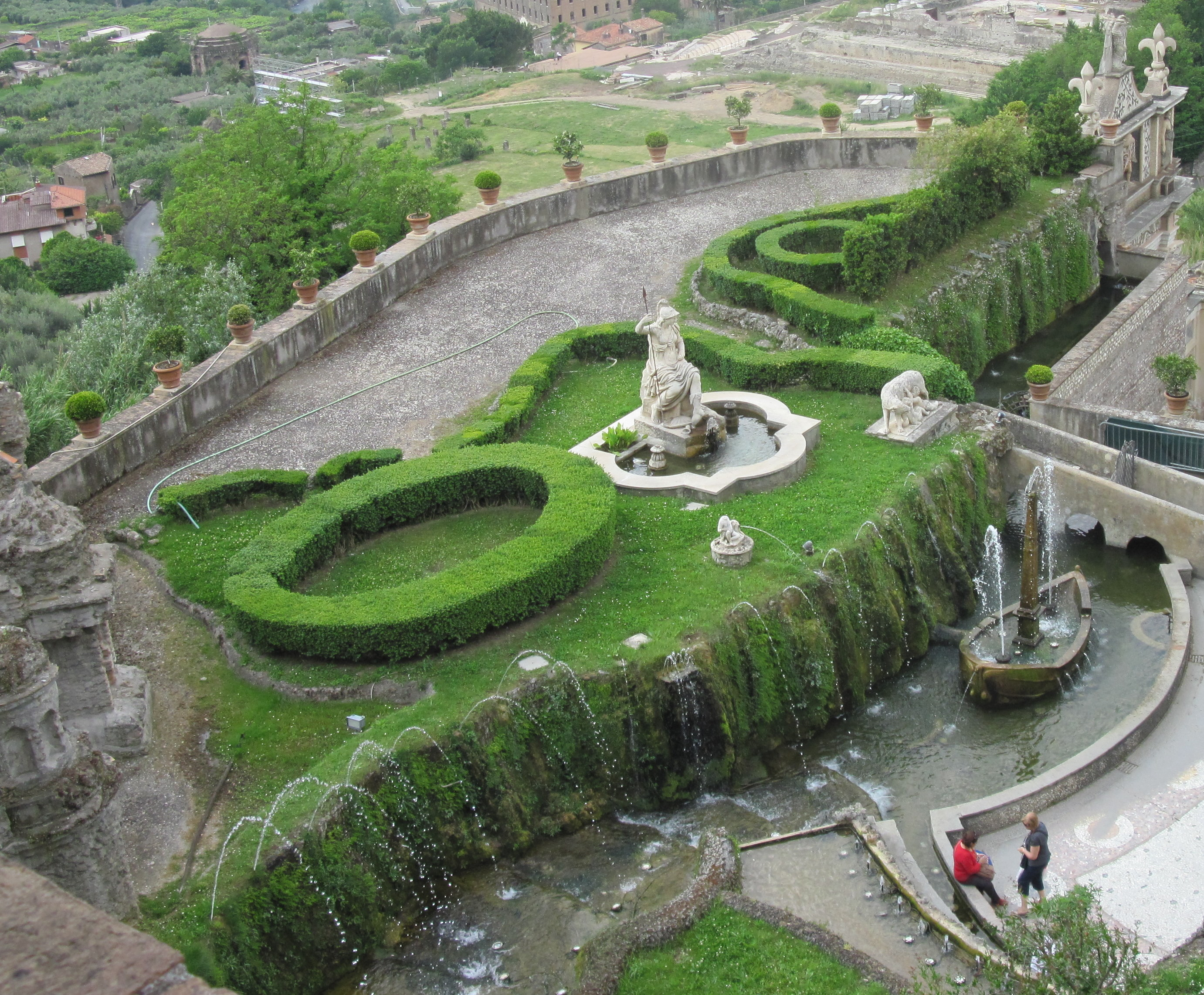
De Rometta-fontein
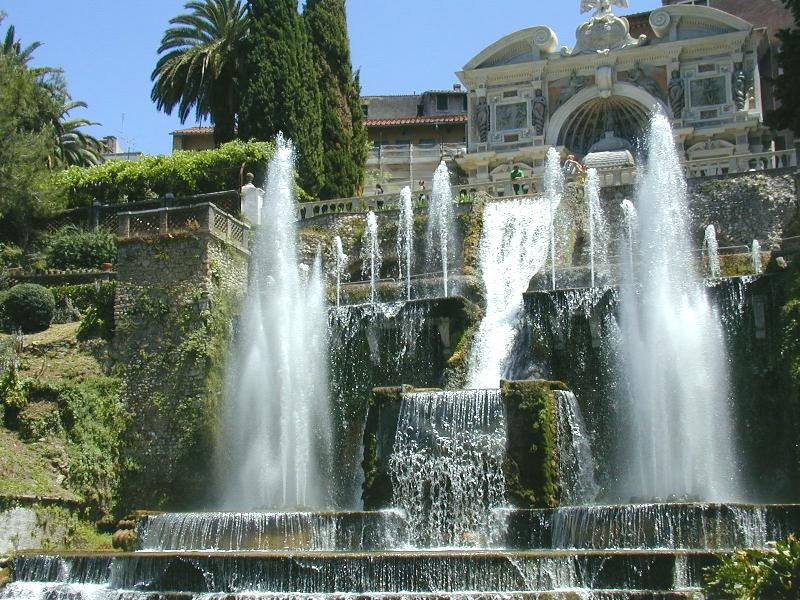
De fontein van Neptunus
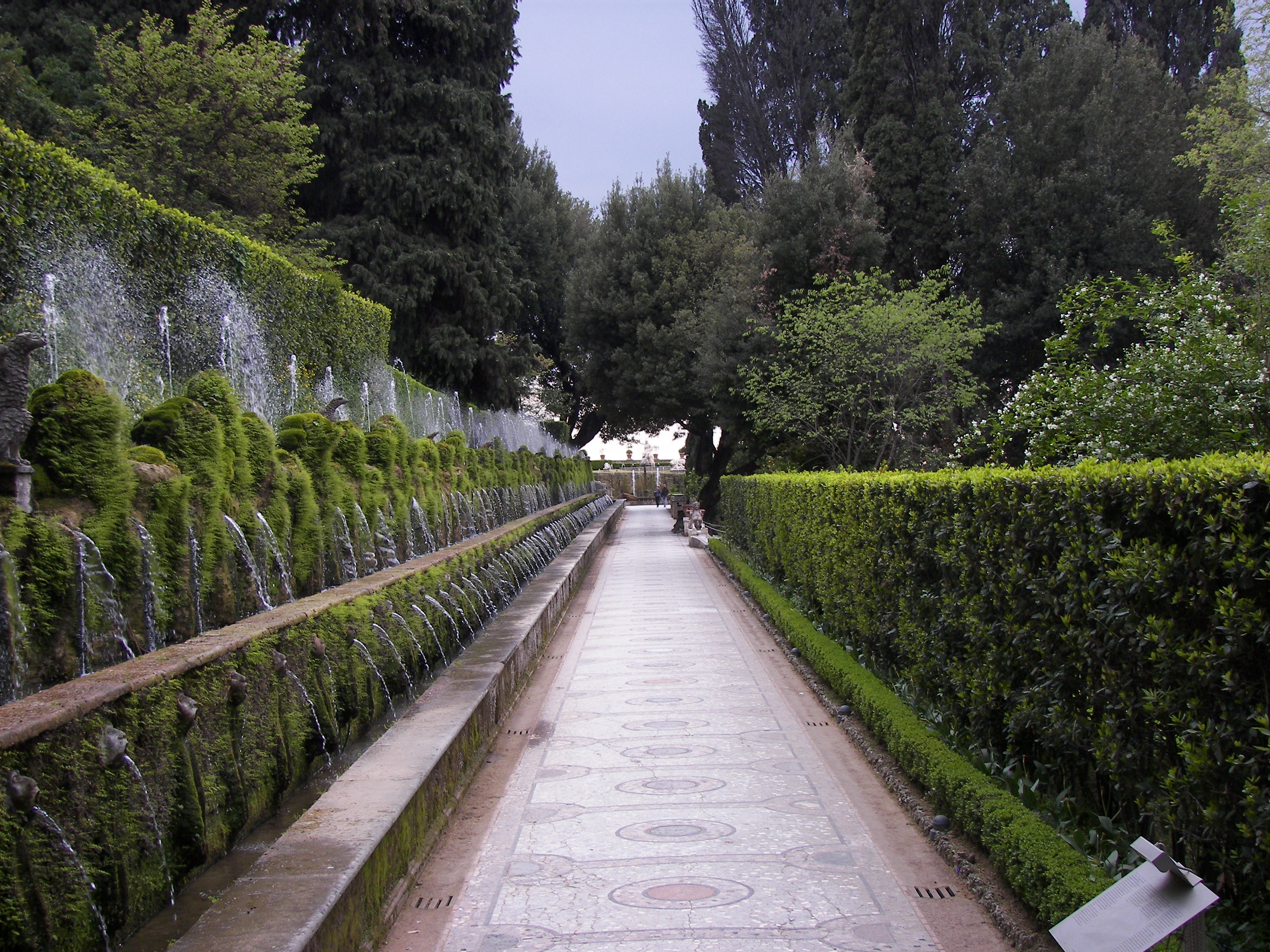
Honderd fonteinen
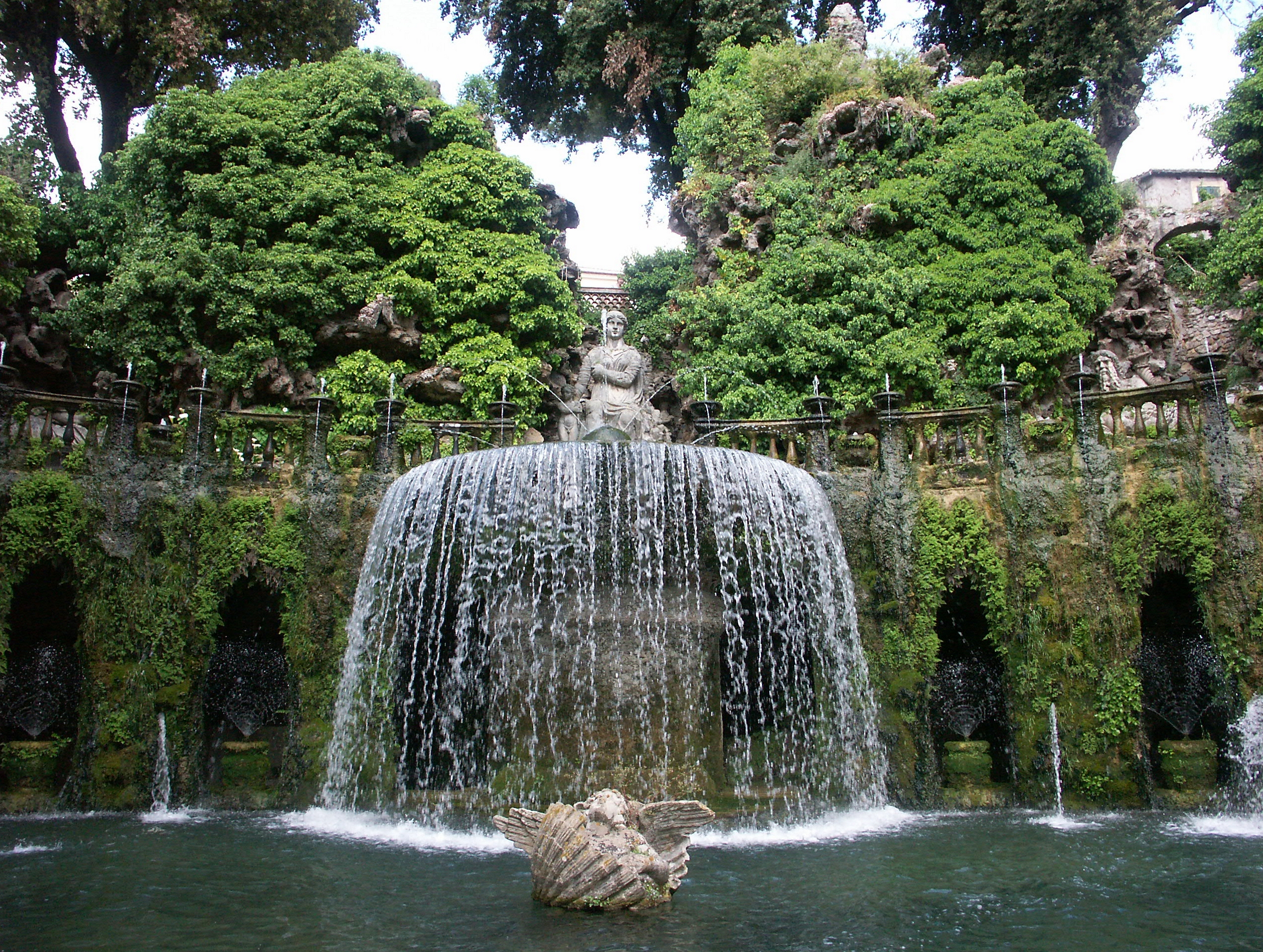
De Fontana dell'Ovato ("Ovale Fontein") stroomt vanuit het eivormige bassin in een poel tegen een rustiek nymphaeum.
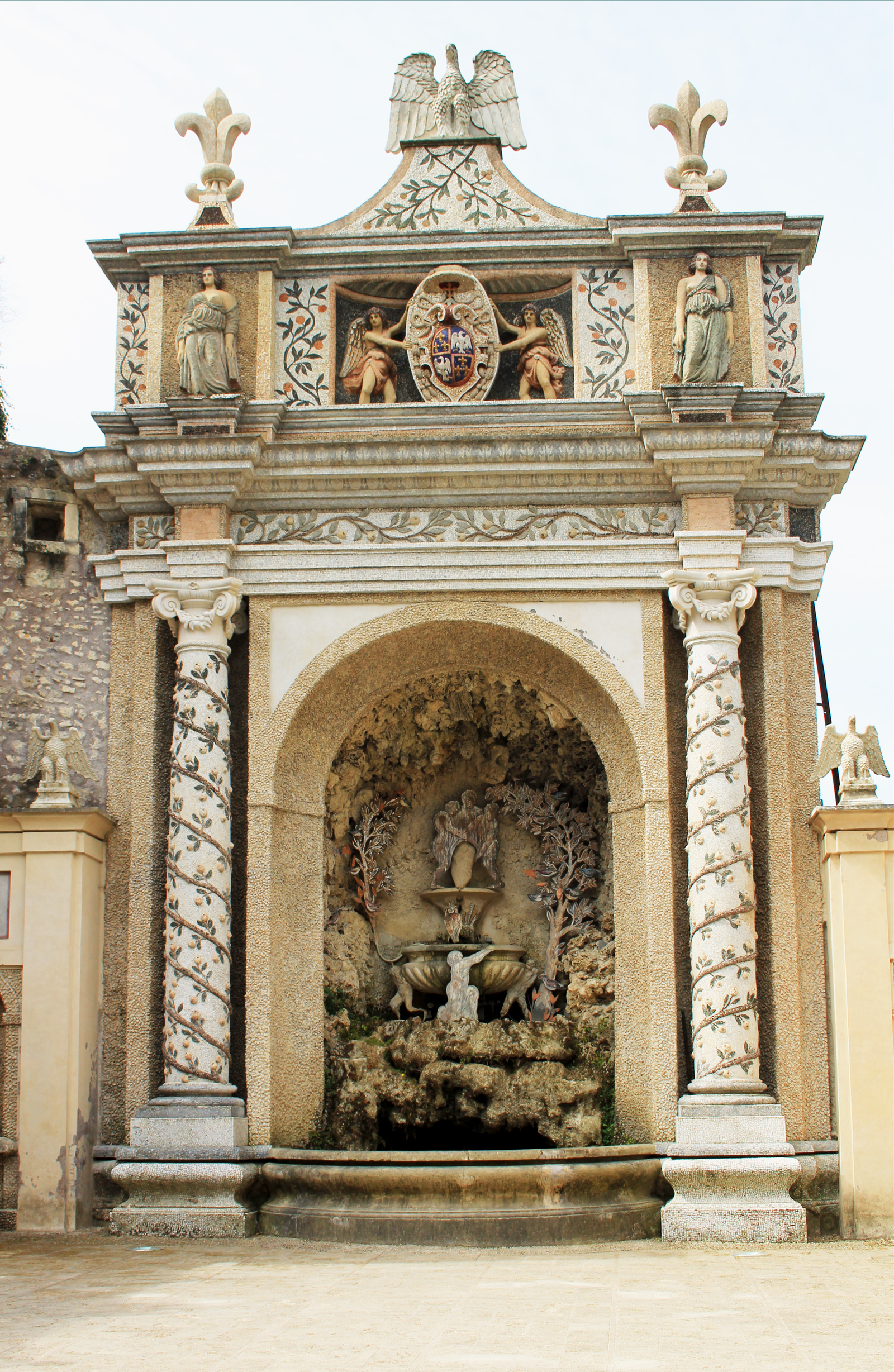
De fontein van de uil.
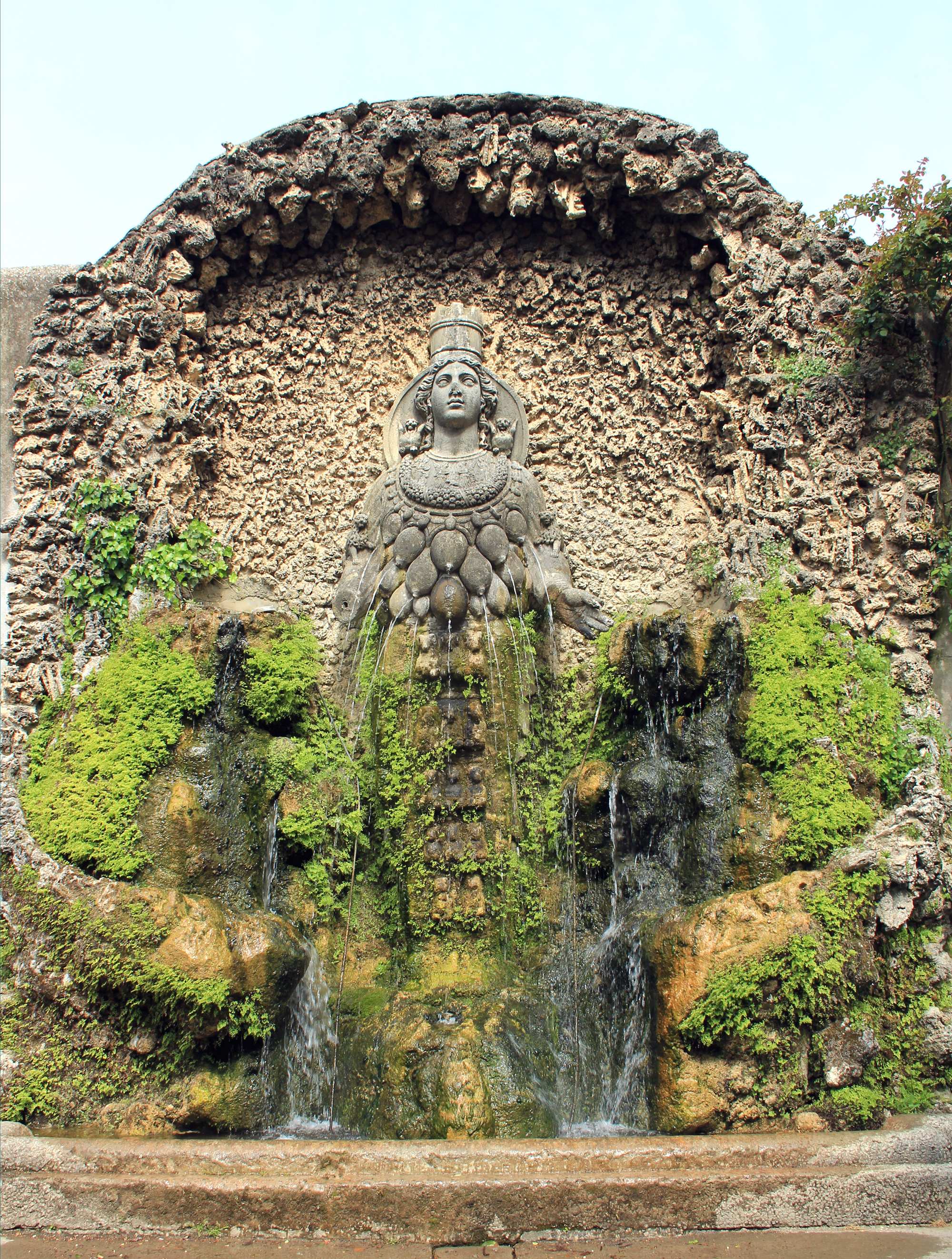
De fontein van Diana van Efeze, of ‘Moeder Natuur’